# 城塞
城塞（じょうさい、英語: citadel）とは、都市・町の一角に建てられた要塞を指す。城堡とも呼ぶ。都市の支配者・武力集団を堅固に防護する目的で建てられる。支配者が居住する城館を兼ねることも多い。日本で言うところの「城」に当たる。
城塞は、城郭都市全体を囲んで守る城壁（市壁）とは異なり、都市の一角に建つ。城塞には都市の支配者（軍隊・政治家・王侯貴族）を収納し、外敵や、もし都市住民たちから攻撃を受けた場合に、その攻撃からも守る目的を持つ。

## 古代・中世の城塞
古代ギリシアでは、城塞は軍を指揮する丘（アクロポリス）の上に築かれ、ポリスに住む人々の暮らしの重要な一部であった。武器や食糧を貯え、戦乱の時には避難および篭城の場所となり、平時には神殿や王宮となっていた。
中世ヨーロッパでは城塞は、城郭都市の防衛軍が最後に防衛する場所で、都市の陥落後も防衛側は都市の一角の城塞に立てこもり、いざとなれば背後の田園や丘陵に逃げられるようになっていた。
大砲の発達に伴って稜堡式城壁の研究が進み、塔と堡塁が都市を取り囲んで防衛するようになると、城塞もその重要な役割を占めるようになった。城塞は城壁と稜堡群の内部に置かれることもあったが、経済活動の場所確保のために外郭の一部をなすよう配置されることが多かった。敵が城郭の他の部分に攻撃を加えるような場合でも、城塞は最強の拠点として最後の防衛線となることが期待された。
アラビア語では城塞をカスバ（qasbah, قصب）と呼んだ。アルジェリアなどでは城壁に囲まれた迷路のような旧市街がカスバと呼ばれたほか、スペインではイスラム教徒の残した城塞（カスバ）をアルカサバ（Al Cazaba："Al"はアラビア語の定冠詞）と呼んだ。アルカサバはバダホスに最大のものがあるほか、グラナダのアルハンブラ宮殿の一部やマラガ、メリダにもアルカサバは残っている。
ロシア語では城塞は「クレムリ」（クレムリン）と呼ばれ、中世のロシアの各都市にはクレムリが設置されていた。現存するものでは、ノヴゴロド、ニジニ・ノヴゴロド、アストラハンなどのクレムリンが代表的なものだが、中でもモスクワのクレムリンとカザンのクレムリンはよく知られている。

## 城塞の例
1714年に建設されたバルセロナの大規模な城塞「シウタデリャ」は、スペイン中央政府に対し17世紀・18世紀にかけて繰り返し反乱を起こしたカタルーニャ人を処罰し統制するために、商業地区の半分を取り壊して建てられた。19世紀、政治的雰囲気が自由になると、バルセロナ市民は城塞を取り壊し、市の中央公園シウタデリャ公園に転用した。
同じような例はハンガリー・ブダペストのゲッレールト（Gellért）の丘に立つ「ツィタデッラ」（Citadella）にも見られ、1848年から1849年にハプスブルク家支配に対し起こった反乱（ハンガリー革命）を教訓として市民を威圧するために1851年に建設されたが、現在は公園の一部である。
カナダ・ケベックシティのケベック城塞（ラ・シタデル）は築かれて以来200年以上経ち、英仏間の戦場となった歴史を有するが、現役で軍用に使われる北米最大の城塞であり、フランス語で行われる衛兵交代も有名である。

## 海事用語「シタデル」
軍艦でも特に戦艦の司令塔や、砲塔、機関部などのような重要な部分だけに集中的に装甲を施す防禦形式は、城塞になぞらえ「シタデル」と呼ばれることがある。これはなるべく排水量を少ないままに艦の生存性をあげるための分厚い甲板防御を施すアイデアであり、主に排水量が大きくなかった前弩級戦艦に用いられた。日本では弩級戦艦や超弩級戦艦に用いられる場合はシタデルとは区別し集中防御方式と称する。海外では区別しない。
また、商用船舶でも海賊の襲撃時に避難先・篭城先となる、強固な防壁に囲まれた安全な部屋を用意するようになっており、この部屋や区画が「シタデル」と呼ばれることがある。